# 凱恩鎮區 (伊利諾伊州格林縣)
凱恩鎮區（英語：Kane Township）是位於美國伊利諾伊州格林縣的一個行政鎮區。

## 地方資料
根據2010年美國人口普查的數據，凱恩鎮區的面積為126.88平方千米，當中陸地面積為126.80平方千米，而水域面積為0.08平方千米。當地共有人口928人，而人口密度為每平方千米7.31人。